# Crisis? What Crisis?
Albums de Supertramp
Crime of the Century
(1974) Even in the Quietest Moments…
(1977)
Crisis? What Crisis? est le quatrième album studio du groupe de rock progressif Supertramp, sorti en 1975.

## Historique
Après le succès commercial de Crime of the Century (1974), la maison de disques de Supertramp incite le groupe à travailler à un nouvel album dès la fin de sa tournée. Pendant une série de concerts sur la côte ouest des  États-Unis, Roger Hodgson se blesse à la main, forçant le groupe à annuler le reste de la tournée en ne le laissant avec rien de mieux à faire que de travailler sur ce nouvel album,. Le programme chargé des tournées n’ayant pas laissé le temps d'écrire des chansons, les musiciens entrent donc dans les studios d'enregistrement d'A & M à Los Angeles avec uniquement un matériel de chansons inutilisé pour les albums précédents. Pour cette raison, la production doit être interrompue à un moment donné afin que Davies et Hodgson puissent écrire deux nouvelles chansons, dont l'une était Ain't Nobody But Me.
Quatre des chansons (Sister Moonshine, Another Man's Woman, Lady et Just a Normal Day) ont déjà été jouées en concert avant l'enregistrement et la sortie de l'album.
Cependant, Hodgson est mécontent de l'album, le décrivant comme un travail précipité sans la cohésion de Crime of the Century. Le bassiste Dougie Thomson est du même avis : « Nous pensions que l'album Crisis était un peu décousu et que le groupe dans son ensemble à l'époque ne l'aimait pas vraiment. »
Au milieu des années 1980, Roger Hodgson le considérera néanmoins comme son album préféré de Supertramp.
Album très homogène musicalement parlant, il ne contient pas de tube incontournable.

## Pochette
La pochette représente un vacancier en maillot de bain allongé sur un transat sous un parasol orange, dans une friche industrielle uniformément grise. On voit au loin des cheminées d'usines crachant de la fumée.

## Titres
Toutes les chansons sont écrites et composées par Roger Hodgson et Rick Davies. Sept chansons sont chantées par Hodgson et quatre par Davies.  Sur une d'entre elles, les deux musiciens se partagent le chant. Les chanteurs sont indiqués entre parenthèses.

### Face 1
1. Easy Does It – 2:16 (Roger Hodgson)
2. Sister Moonshine – 5:15 (Roger Hodgson)
3. Ain't Nobody But Me – 5:10 (Rick Davies)
4. A Soapbox Opera – 5:00 (Roger Hodgson)
5. Another Man's Woman – 6:16 (Rick Davies)

### Face 2
1. Lady – 5:25 - (Roger Hodgson)
2. Poor Boy – 5:08 (Rick Davies)
3. Just a Normal Day – 4:02 (Davies/Hodgson)
4. The Meaning – 5:25 (Roger Hodgson)
5. Two of Us – 3:27 (Roger Hodgson)

## Musiciens
Selon le livret accompagnant l'album en version CD (n° de catalogue 3945602)
- Rick Davies : chant, claviers
- Roger Hodgson : chant, claviers, guitares
- John Helliwell : instruments à vent, chant
- Dougie Thomson : basse
- Bob Siebenberg : batterie, percussions

### Musiciens additionnels
- Richard Hewson : arrangement de l'orchestre et du chœurs d'enfants

## Production
- Producteurs : Ken Scott, Supertramp
- Mastering : Greg Calbi, Jay Messina
- Assistants : John Jansen, Ed Thacker
- Pochette : Fabio Nicoli, Paul Wakefield, Dick Ward